# Kaltbach (Leutersdorfer Wasser)
Die Kaltbach ist ein rechtsseitiger Zufluss des Leutersdorfer Wassers mit einer Länge von ca. 3 km in der Stadt Seifhennersdorf des ostsächsischen Landkreises Görlitz.

## Beschreibung
Der Bach entspringt am Südhang des Hutungsberges am südlichen Stadtrand von Neugersdorf und fließt mit südlicher Richtung durch den Neugersdorfer Stadtwald. Dort wird die Kaltbach von der Staatsstraße S 148 von Ebersbach/Sa. nach Oberhennersdorf (Horni Jindrichov) überquert und fließt östlich der Staatsstraße S 140 von Neugersdorf nach Seifhennersdorf anschließend durch den Wald, wo bei zwei namenlosen Teichen das aus dem Höllengrund kommende Erlebornwasser einmündet.
Am ehemaligen Neugersdorfer Wasserwerk erreicht die Kaltbach die Gemarkung Seifhennersdorf. Dort überquert die S 140 den Bach, der danach im Teich an der Pumpstation gestaut wird und an der ehemaligen Gaststätte „Waldschlößchen“ vorbeifließt. Auf diesem Abschnitt streicht der bis zu 50 m mächtige Quarzitgang, der sich von Schluckenau bis zum Weißen Stein bei Spitzkunnersdorf erstreckt. In der Umgebung des Waldschlößchens befinden sich auf dem Gang Reste früherer Steinbrüche. 
Mit südöstlicher Richtung fließt die Kaltbach dann am nordöstlichen Fuß des Jockelberges unter der S 140 hindurch. An der Viebigstraße speist die Kaltbach drei namenlose Teiche. Nördlich des Kaltbachtales liegt das Waldbad Silberteich, südlich des Gewerbegebiets Viebigstraße und die Volksbadsiedlung. Der als Flächennaturdenkmal geschützte Unterlauf der Kaltbach führt westlich und südlich des Hartheberges vorbei, dabei durchfließt der Bach die Seifhennersdorfer Ortslage Harthe und wird von  der Bahnstrecke Mittelherwigsdorf–Varnsdorf–Eibau überquert. Am Mönchsbergweg in der Ortslage Seifen mündet die Kaltbach in das Leutersdorfer Wasser.